# 사천대로
사천대로(Sacheon-daero Road, 泗川大路)는 경상남도 사천시 대방동 대방 교차로와 축동면 사다리 사천 나들목을 잇는 경상남도의 도로이다.

## 역사
- 2004년 7월 29일 : 사천우회도로 일부(사천시 축동면 배춘리 ~ 사천읍 구암리) 구간 1.94km 임시 개통[1]
- 2009년 7월 2일 : 2개 이상 시·군에 걸쳐 있는 도로로 사천대로를 고시[2]
- 2010년 9월 17일 : 사천시 노룡동 ~ 사천읍 사주리 10.1km 구간 확장 개통[3]
- 2010년 12월 23일 : 삼천포 ~ 사천간 도로 1공구(사천시 대방동 ~ 노룡동) 7.9km 구간 확장 개통[4]

## 주요 경유지
경상남도
- 사천시 (대방동 · 실안동 · 송포동 · 신벽동 · 노룡동 · 신벽동 · 노룡동 · 대포동 · 용현면 · 사남면 · 사천읍)

## 노선
| 이름                        | 접속 노선                                                                  | 소재지 | 소재지                                                                | 비고                                                                  |
| --------------------------- | -------------------------------------------------------------------------- | ------ | --------------------------------------------------------------------- | --------------------------------------------------------------------- |
| 대방 교차로                 | 국도 제3호선 국도 제77호선 (삼천포대교로) 국가지원지방도 제58호선 (각산로) | 사천시 | 동서동                                                                | 국도 제3호선 구간 국가지원지방도 제58호선 구간 지방도 제1003호선 구간 |
| 해안 교차로                 | 노을길                                                                     | 사천시 | 동서동                                                                | 국도 제3호선 구간 국가지원지방도 제58호선 구간 지방도 제1003호선 구간 |
| 실안 교차로                 | 지방도 제1003호선 (해안관광로)                                             | 사천시 | 동서동                                                                | 국도 제3호선 구간 국가지원지방도 제58호선 구간 지방도 제1003호선 구간 |
| 실안1교                     |                                                                            | 사천시 | 동서동                                                                | 국도 제3호선 구간 국가지원지방도 제58호선 구간                        |
| 각산터널                    |                                                                            | 사천시 | 동서동                                                                | 국도 제3호선 구간 국가지원지방도 제58호선 구간 연장 710m              |
| 각산터널                    | 남양동                                                                     | 사천시 |                                                                       | 국도 제3호선 구간 국가지원지방도 제58호선 구간 연장 710m              |
| 모충 교차로                 | 지방도 제1003호선 (해안관광로)                                             | 사천시 | 국도 제3호선 구간 국가지원지방도 제58호선 구간                        |                                                                       |
| 송포1교                     |                                                                            | 사천시 | 국도 제3호선 구간 국가지원지방도 제58호선 구간                        |                                                                       |
| 송포 교차로 (송포2교)       | 지방도 제1003호선 (삼천포대교로) 송포공단길                                | 사천시 | 국도 제3호선 구간 국가지원지방도 제58호선 구간 지방도 제1003호선 구간 |                                                                       |
| 노례 교차로                 | 미룡길                                                                     | 사천시 | 국도 제3호선 구간 국가지원지방도 제58호선 구간 지방도 제1003호선 구간 |                                                                       |
| 주문 교차로                 | 국가지원지방도 제58호선 지방도 제1003호선 (사천대교로)                     | 사천시 | 국도 제3호선 구간 국가지원지방도 제58호선 구간 지방도 제1003호선 구간 | 용현면                                                                |
| 금문교                      |                                                                            | 사천시 | 국도 제3호선 구간                                                     | 용현면                                                                |
| 금문 교차로                 | 시청로 금문길 부곡3길                                                      | 사천시 | 국도 제3호선 구간                                                     | 용현면                                                                |
| 용현2교                     |                                                                            | 사천시 | 국도 제3호선 구간                                                     | 용현면                                                                |
| 송지 교차로                 | 장송1길 장송2길                                                            | 사천시 | 국도 제3호선 구간                                                     | 용현면                                                                |
| 유남교                      |                                                                            | 사천시 | 국도 제3호선 구간                                                     | 용현면                                                                |
| 온정 교차로                 | 온정1길 온정2길                                                            | 사천시 | 국도 제3호선 구간                                                     | 용현면                                                                |
| 선진2 교차로 (신기IC교)     | 선진공원길                                                                 | 사천시 | 국도 제3호선 구간                                                     | 용현면                                                                |
| 선진1 교차로                | 석거리길 선진길                                                            | 사천시 | 국도 제3호선 구간                                                     | 용현면                                                                |
| 죽천교                      |                                                                            | 사천시 | 국도 제3호선 구간                                                     | 용현면                                                                |
| 사남면                      |                                                                            | 사천시 | 국도 제3호선 구간                                                     |                                                                       |
| 초전 교차로                 | 지방도 제1001호선 (공단3로) (사남로)                                       | 사천시 | 국도 제3호선 구간                                                     |                                                                       |
| 월성 교차로                 | 공단2로 월성2길                                                            | 사천시 | 국도 제3호선 구간                                                     |                                                                       |
| 유천 교차로                 | 공단1로                                                                    | 사천시 | 국도 제3호선 구간                                                     |                                                                       |
| 사주 교차로                 | 진삼로 유천길                                                              | 사천시 | 국도 제3호선 구간                                                     | 사천읍                                                                |
| 사천2교                     |                                                                            | 사천시 | 국도 제3호선 구간                                                     | 사천읍                                                                |
| 수석오리사거리              | 옥산로 항공로                                                              | 사천시 | 국도 제3호선 구간                                                     | 사천읍                                                                |
| 수석삼거리                  | 국가지원지방도 제30호선 지방도 제1002호선 (사천읍성로)                     | 사천시 | 국도 제3호선 구간                                                     | 사천읍                                                                |
| 수석사거리                  | 진삼로 간산2길 중선2길                                                     | 사천시 | 국도 제3호선 구간                                                     | 사천읍                                                                |
| 공항삼거리 (사천공항)       |                                                                            | 사천시 | 국도 제3호선 구간                                                     | 사천읍                                                                |
| 사천역                      | 간산2길                                                                    | 사천시 | 국도 제3호선 구간                                                     | 사천읍                                                                |
| 배춘삼거리                  | 국도 제33호선 (상정대로)                                                   | 사천시 | 국도 제3, 33호선 구간                                                 | 사천읍                                                                |
| 수석교                      |                                                                            | 사천시 | 국도 제3, 33호선 구간                                                 | 사천읍                                                                |
| 운계 교차로 (운계교)        | 지방도 제1002호선 (운계길)                                                 | 사천시 | 국도 제3, 33호선 구간 지방도 제1002호선 구간                          | 사천읍                                                                |
| 사천IC사거리                | 지방도 제1002호선 (서삼로) (길평길)                                        | 사천시 | 국도 제3, 33호선 구간 지방도 제1002호선 구간                          | 사천읍                                                                |
| 사천IC 교차로 (사천 나들목) | 10호선 남해고속도로                                                        | 사천시 | 국도 제3, 33호선 구간                                                 | 사천읍                                                                |
| 진주대로와 직결             |                                                                            |        |                                                                       |                                                                       |

## 주요 건물 및 시설
- 삼천포대교공원 (경상남도 사천시 사천대로 29)
- 삼천포해상관광호텔 (경상남도 사천시 사천대로 80)
- 사천상공회의소 (경상남도 사천시 용현면 사천대로 969-4)
- 한국농어촌공사 사천지사 (경상남도 사천시 사천읍 사천대로 1803)
- 수석2리마을회관 (경상남도 사천시 사천읍 사천대로 1902)
- 사천공항 (경상남도 사천시 사천읍 사천대로 1971)
- 사천역 (경상남도 사천시 사천읍 사천대로 2002)